# ديفيد سوريانو
ديفيد سوريانو هو عداء سريع دومينيكاني، ولد في 26 يونيو 1944.

## وصلات خارجية
- ديفيد سوريانو على موقع أوليمبيديا (الإنجليزية)